# Jaime Luiz Coelho
Jaime Luiz Coelho (* 26. Juli 1916 in Franca, Brasilien; † 5. August 2013 in Maringá) war ein brasilianischer Geistlicher und römisch-katholischer Erzbischof von Maringá.

## Leben
Jaime Luiz Coelho empfing am 7. Dezember 1941 die Priesterweihe. 1944 wurde er Pfarrer an der Kathedrale in Curitiba und Generalsekretär des Bistums.
Papst Pius XII. ernannte ihn am 3. Dezember 1956 zum ersten Bischof des neuerrichteten Bistums Maringá. Der Apostolische Nuntius in Brasilien, Erzbischof Armando Lombardi, spendete ihm am 20. Januar des nächsten Jahres die Bischofsweihe; Mitkonsekratoren waren Luis do Amaral Mousinho, Bischof von Ribeirão Preto, und Manuel da Silveira d’Elboux, Erzbischof von Curitiba. Am 24. März desselben Jahres wurde er feierlich ins Amt eingeführt. Mit der Unterstützung von Papst Johannes XXIII. versuchte er auch die Lebensbedingungen in den Favelas zu verbessern. 1962 gründete er das Priesterseminar Nossa Senhora da Glória. Coelho nahm von 1962 bis 1965 als Konzilsvater am Zweiten Vatikanischen Konzil teil.
Jaime Luiz Coelho ließ 1972 die Catedral de Maringá erbauen, eine der größten Kirchen Lateinamerikas. Er war auch Gründer der Faculdade Estadual de Ciências Econômicas, aus der 1970 die Universidade Estadual de Maringá (UEM) entstand. Er gründete den Fernsehsender TV 3º Milênio und die Tageszeitung Folha do Norte do Paraná.
Papst Johannes Paul II. erhob mit der Bulle Quamquam est munus am 16. Oktober 1979 das Bistum zum Erzbistum und somit wurde Coelho erster Erzbischof von Maringá, der am 20. Januar des nächsten Jahres feierlich ins Amt eingeführt wurde. Am 7. Mai 1997 nahm Papst Johannes Paul II. seinen altersbedingten Rücktritt an. Coelho starb im August 2013, kurz nach seinem 97. Geburtstag.